# Stadi 2010 (tour)
Stadi 2010 è una tournée intrapresa da Ligabue nel 2010 per promuovere l'album Arrivederci, mostro!.
Il suo nome è dovuto al fatto che si è svolto principalmente negli stadi italiani.

## Scaletta
1. Intro + Taca Banda
2. Quando canterai la tua canzone
3. La linea sottile
4. Nel tempo
5. Balliamo sul mondo
6. Bambolina e barracuda
7. Certe notti
8. La verità è una scelta
9. Il giorno di dolore che uno ha
10. Libera nos a malo
11. Atto di fede
12. Il giorno dei giorni
13. Ci sei sempre stata
14. Piccola stella senza cielo
15. Marlon Brando è sempre lui
16. Ho perso le parole
17. Sulla mia strada
18. Il peso della valigia
19. Questa è la mia vita
20. Un colpo all'anima
21. A che ora è la fine del mondo
22. Urlando contro il cielo
23. Tra palco e realtà
24. Buonanotte all'Italia
25. Il meglio deve ancora venire

## Date
- 9 luglio, Roma, Stadio Olimpico
- 10 luglio, Roma, Stadio Olimpico
- 13 luglio, Firenze, Stadio Artemio Franchi
- 16 luglio, Milano, Stadio Giuseppe Meazza
- 17 luglio, Milano, Stadio Giuseppe Meazza
- 20 luglio, Padova, Stadio Euganeo
- 24 luglio, Messina, Stadio San Filippo
- 30 luglio, Salerno, Stadio Arechi
- 2 agosto, Pescara, Stadio Adriatico
- 7 agosto, Oristano, Aeroporto Fenosu
- 4 settembre, Bologna, Stadio Renato Dall'Ara
- 7 settembre, Palermo, Velodromo Borsellino
- 11 settembre, Bari, Stadio della Vittoria
- 16 settembre, Torino, Palasport Olimpico
- 17 settembre, Torino, Palasport Olimpico
- 18 settembre, Torino, Palasport Olimpico
- 4 dicembre, Livorno, PalaLivorno
- 5 dicembre, Livorno, PalaLivorno
- 7 dicembre, Pesaro, Adriatic Arena
- 9 dicembre, Perugia, PalaEvangelisti
- 10 dicembre, Caserta, PalaMaggiò
- 11 dicembre, Caserta, PalaMaggiò
- 14 dicembre, Bolzano, Palaonda
- 16 dicembre, Trieste, PalaTrieste
- 18 dicembre, Brescia, Fiera
- 19 dicembre, Brescia, Fiera
- 21 dicembre, Genova, Vaillant Palace
- 22 dicembre, Genova, Vaillant Palace

## Registrazioni ufficiali
- Stadi 2010 (registrato durante le varie tappe del tour)